# Ngawang Yeshe Tsultrim Gyaltsen
Ngawang Yeshe Tsultrim Gyaltsen (tibétain : ངག་དབང་ཡེ་ཤེས་ཚུལ་ཁྲིམས་རྒྱལ་མཚན, Wylie : ngag dbang ye shes tshul khrims rgyal mtshan ; chinois : 热振·阿旺益西楚臣坚赞 ; 1816-1863) est le 3e Réting Rinpoché. 

## Biographie
Réincarnation du ganden tripa Ngawang Tcheugden, maître principal du 7e dalaï-lama (Kelzang Gyatso), il devient régent du Tibet en 1845 durant l'enfance du 11e dalaï-lama, Khendrup Gyatso. 
Il exerce la régence jusqu'à l'intronisation du 11e dalaï-lama le 13e jour du 1er mois de l'année tibétaine correspondant à 1855. Cependant, 11 mois plus tard, le 25e jour du 11e mois, le dalaï-lama meurt. Il est alors rappelé à la régence, la tâche de rechercher le 12e dalaï-lama lui revient. Il procède aux épreuves pour départager 3 candidats. Bien qu'il soit certain d'un des candidats, il confirme ce choix par l'urne d'or. 
Après l'intronisation du 12e dalaï-lama, Trinley Gyatso, en 1860, Shatra Wangpug Gyalpo, kalön au kashag, tente d'amoindrir le pouvoir du régent, dont il juge qu'il utilise trop ses sceaux pour attribuer titres et propriétés, sans s'en remettre au kashag. Le 3e Réting Rinpoché exile alors Shatra dans sa propriété de Nyemo, puis au Tibet occidental. En 1862, Shatra Wangpug Gyalpo entre dans Lhassa avec une grande armée levée par le trésorier d'un des trois grands monastères gelugpa de Lhassa, Palden Tendroup. Pour éviter un conflit armé, le régent se retire au monastère de Séra. Il doit cependant fuir et s’exiler en Chine, car victime d'un coup d'état fomenté par Shatra Wangpug Gyalpo. Ce dernier l'autorise à rejoindre son monastère pour y terminer sa vie, mais il meurt peu après son retour à Lhassa. 